# Stibiocolumbite
La stibiocolumbite è un minerale appartenente al gruppo della cervantite.